# Vale do Gorutuba
Vale do Gorutuba é um vale localizado no extremo da região norte do estado de Minas Gerais, no Brasil.